# Osmose Productions
Osmose Productions este o casă de discuri independentă franceză înființată în 1991 de Hervé Herbaut. Înainte de înființare, Herbaut a gestionat timp de trei ani o mică companie de comenzi prin corespondență⁠(d). Casa de discuri este specializată în death și black metal.
O mare parte din formațiile care au încheiat contracte cu Osmose au ajuns mai târziu să lucreze pentru case de discuri majore precum Nuclear Blast, Century Media și Metal Blade.

## Formații
- Abominator
- Absu
- Abyssic
- Act of Gods
- Allfader
- Anal Vomit
- Angelcorpse
- Anorexia Nervosa
- Antaeus
- Arkhon Infaustus
- Axis of Advance
- Benighted
- Bestial Mockery
- Bewitched
- Black Witchery
- Blasphemy
- Cirith Gorgor
- Dark Tranquillity
- Dellamorte
- Dementor
- Demoniac
- Demonized
- Detonation
- Diabolical Masquerade
- Diabolos Rising
- Disastrous Murmur
- Divine Decay
- Driller Killer
- Elysian Blaze
- Enslaved
- Exciter
- Exmortem
- Extreme Noise Terror
- Gehennah
- Goat Semen
- Godus
- Hacavitz
- Houwitser
- Immortal
- Impaled Nazarene
- Imperial
- Impiety
- Infernö
- Inhume
- Kaoteon
- Kristendom
- Laethora
- Lifelover
- Lost Soul
- Loud Pipes
- Malmonde
- Mantak
- Marduk
- Masacre
- Master's Hammer
- Melechesh
- Merciless
- Minenwerfer
- Mord
- Mystifier
- Necromantia
- Nordjevel
- Notre Dame
- Obligatorisk Tortyr
- Obtest
- Order from Chaos
- Pan.Thy.Monium
- Phazm
- Portal
- Profanatica
- Pyogenesis
- Raism
- Ravager
- Revenge
- Ritual Carnage
- The Rocking Dildos
- Rok
- Rotting Christ
- Sadistik Exekution
- Samael
- Seth
- Shadows Land
- Shining
- Sigh
- Sjodogg
- Stillhet
- Sublime Cadaveric Decomposition
- Sulphur
- Swordmaster
- Thesyre
- Thornspawn
- Totalselfhatred
- The Evil
- The Unkinds
- The Sarcophagus
- Vehementor
- Vondur
- Vital Remains
- Yyrkoon